# قاي أبراهامز
قاي أبراهامز (بالإسبانية: Guy Abrahams) هو منافس ألعاب قوى بنمي، ولد في 7 مارس 1953 في بنما.

## وصلات خارجية
- قاي أبراهامز على موقع الاتحاد الدولي لألعاب القوى (الإنجليزية)
- قاي أبراهامز على موقع اللجنة الأولمبية الدولية (الإنجليزية)
- قاي أبراهامز على موقع أوليمبيديا (الإنجليزية)